# Amósis-Nefertari
Amósis-Nefertari (fl. 1150 a.C. - 1500 a.C.) foi uma rainha do Antigo Egito, esposa do faraó Amósis I, fundador da XVIII Dinastia. O seu nome significa "nascida do deus-Lua, a mais bela das mulheres". Viveu entre 1570 e 1505 a.C. (datas aproximadas).
Pensa-se que nasceu em Tebas. Seria filha de Taá II e da rainha Aotepe I, sendo assim irmã do seu esposo Amósis. Outros afirmam que seria apenas meia-irmã.
No ano 18 ou 22 do reinado de Amósis, a rainha renunciou ao título de "Segundo Servidor de Amon" para passar a receber o título de "Esposa do Deus Amon", a primeira a receber oficialmente este epíteto. Este evento foi gravado numa estela descoberta no templo de Karnak . Na sua qualidade de esposa de Amon, a rainha recebeu uma série de bens como terras, ouro, prata, bronze e trigo que administrava directamente.
O seu nome está também ligado a projectos de exploração mineira do marido, em concreto os relacionados com as pedreiras de calcário de Mênfis e de alabastro em Assiute. Uma estela mostra como o seu esposo procurou a sua aprovação na construção de um cenotáfio dedicado à sua avó Teticheri em Abidos.
Quando o seu marido faleceu tornou-se regente, devido ao facto do seu filho, o futuro Amenófis I, ser demasiado novo. Sobreviveu ao reinado do seu filho, facto que é comprovado pela existência de uma inscrição, já no reinado de Tutemés I, que dá conta da sua morte. A sua múmia foi colocada num túmulo em Dra Abu el-Naga, a oeste de Tebas.
Amósis-Nefertari e o seu filho Amenófis I foram alvo de um culto popular que foi particularmente activo entre os artesãos da aldeia de Deir Almedina. Amósis-Nefertari tinha tido a ideia de mandar restaurar túmulos, o que fez com que os artesãos se sentissem gratos para com a rainha.
Várias representações da rainha em túmulos privados, capelas funerárias e templos, mostram-na com a pele negra, o que levou a especulações sobre se Amósis-Nefertari seria negra como alguém do povo núbio. [carece de fontes?] Também é possível que o negro muito evidente seja com o intuito de relacionar a rainha com a fertilidade ou regeneração, ambos conceitos representados pela cor preta na arte egípcia.